# Pulwama (huyện)
Huyện Pulwama là một huyện thuộc bang Jammu and Kashmir, Ấn Độ. Thủ phủ huyện Pulwama đóng ở Pulwama. Huyện Pulwama có diện tích 1398 ki lô mét vuông. Đến thời điểm năm 2001, huyện Pulwama có dân số 632295 người.